# Vite vendute
Vite vendute (Le salaire de la peur) è un film del 1953 diretto da Henri-Georges Clouzot, tratto dall'omonimo romanzo di Georges Arnaud. È considerato un capolavoro della storia del cinema, ed una delle opere di maggiore tensione mai realizzate.

## Trama
A Las Piedras, una cittadina dell'America Centrale, si sono rifugiati quattro sbandati avventurieri, i francesi Mario e Mister Jo, l'italiano Luigi e lo scandinavo Bimba. I quattro accettano di compiere un rischioso tragitto su strade dissestate con due camion scoperti carichi di una tonnellata circa di nitroglicerina, necessaria per spegnere un pozzo petrolifero in fiamme, a seicento km di distanza. L'incarico frutterà loro duemila dollari a testa, grazie ai quali poter ritornare a casa. Purtroppo l'avventura dei quattro finirà in modo tragico.
All'inizio del film il leader del gruppo ed il personaggio più cinico e determinato sembra essere Jo che, durante un litigio, umilia il mite Luigi, schiaffeggiandolo. In realtà, nel corso del lungo viaggio pieno di colpi di scena e di tensione, i ruoli si capovolgono e man mano si delinea il profilo psicologico dei personaggi. Jo, logorato dalle difficoltà crescenti del viaggio e dalla continua paura di saltare in aria con il carico, a poco a poco cede e si rivela un pavido. Per contro, Mario si dimostra sempre più determinato e sprezzante del pericolo. In un momento assai rischioso, quando si tratta di superare un punto della strada sterrata in salita particolarmente difficile, Jo si rende conto che Mario è disposto a tutto e tenta di scappare a piedi. Ma Mario lo insegue e lo costringe con la forza a risalire sul camion in quanto ha bisogno di lui per alternarsi alla guida.
All'improvviso il camion di Bimba e Luigi, che si trova mezz'ora circa davanti a quello di Mario e Jo, esplode. Quando Mario e Jo giungono sul punto, li attende una scena apocalittica. L'esplosione ha disintegrato il camion e ha aperto un cratere in mezzo alla strada che si è riempito per oltre un metro di petrolio, fuoriuscito da un oleodotto tranciato dall'esplosione.
Jo vorrebbe abbandonare l'impresa ma Mario, ostinato a proseguire, obbliga il compagno a camminare davanti al camion per segnalare eventuali ostacoli e guadare così il cratere pieno di petrolio, costringendolo a non fermarsi perché il camion, dato il fondo scivoloso, non riuscirebbe a ripartire. Ma Jo inciampando cade e Mario, ormai disposto a superare qualunque ostacolo, nonostante le grida disperate dell'amico non si arresta e passa con una ruota sopra ad una gamba di Jo, spappolandogliela.
Recuperato il compagno ormai moribondo, Mario continua il viaggio e riesce finalmente ad arrivare al pozzo di petrolio, dove viene accolto come un eroe. Jo, invece, è morto stremato dalle sofferenze poco prima dell'arrivo. Con la nitroglicerina portata da Mario l'incendio viene spento; nonostante la fatica, il giorno dopo Mario si è ripreso completamente e, intascato l'assegno di 4000 dollari, si accinge felice al viaggio di ritorno facendo evoluzioni con il camion vuoto nella strada stretta e tortuosa. Ma il destino gli riserverà un'amara sorpresa; perso il controllo in una curva il camion precipita nella scarpata e Mario muore.

## Distribuzione
Il film uscì nelle sale cinematografiche italiane con alcune scene tagliate, recitate in italiano, inglese, tedesco, francese, spagnolo e russo. Nel 2012 il canale televisivo Rai Movie ha trasmesso la versione integrale, con le scene inedite in Italia, che sono state mantenute in lingua originale e sono state sottotitolate. La versione integrale è stata distribuita anche in DVD.

## Accoglienza
Georges Sadoul nel suo Dictionnaire des films del 1965 scrive «Abile, ma minore». Riporta poi una valutazione di Pierre Kast: «un dramma del fallimento. una tragedia dell'assurdità delle imprese cieche. L'implacabile marcia verso questa conclusione è forse la parte del film che a una prima visione colpisce più profondamente».

### Critica
Giorgio Tinazzi seleziona Le salaire de la peur in una sua rosa di dodici film attraverso i quali ricostruire una storia del cinema francese. Nella scheda del film curata da Alberto Scandola Vite vendute viene a rappresentare «quello che potremmo definire il “medioevo” del cinema francese sonoro, ovvero l’età di mezzo che intercorre tra l’elegia del realismo poetico e la violenza iconoclasta 
della nouvelle vague». Lo stesso studioso sottolinea, all'inizio del film, una citazione omaggio a Luis Buñuel: «L’angolazione del punto di vista e le componenti del profilmico (insetti e terra) rimandano lo spettatore colto al Buñuel dell’Âge d’or, teatro di una surrealtà plasmata tramite l’eccesso di reale garantito dal dettaglio».

## Premi e riconoscimenti
- Grand Prix du Festival come miglior film al 6º Festival di Cannes nel 1953[7]
- Orso d'oro quale miglior film al Festival di Berlino nel 1953
- Premio BAFTA al miglior film internazionale nel 1955

## Remake
Dallo stesso soggetto sono stati tratti altri due film: uno statunitense nel 1977, Il salario della paura (Sorcerer), diretto da William Friedkin, e uno francese omonimo, firmato nel 2024 da Julien Leclercq.

## Parodie
- Dalla stessa trama ha avuto origine il film Missione eroica - I pompieri 2, nel quale la storia è una parodia del film originale.